# 聖十字地區奧斯特羅維茨
聖十字地區奧斯特羅維茨（波蘭語：Ostrowiec Świętokrzyski）是波蘭東南部聖十字省的城市，人口約6.2萬，是該省第二大城市。

## 外部連結
- Our City - News & Info （页面存档备份，存于）